# Kajakarstwo na Letnich Igrzyskach Olimpijskich 2024 – cross K-1 mężczyzn
Cross K-1 mężczyzn – konkurencja kajakarska, która została rozegrana podczas Letnich Igrzysk Olimpijskich 2024 w Paryżu. Rywalizacja odbywała się w dniach 2–5 sierpnia 2024.

## Terminarz
| Data            | Godzina rozpoczęcia (CET) | Runda          |
| --------------- | ------------------------- | -------------- |
| 2 sierpnia 2024 | 15:30                     | Wyścig na czas |
| 3 sierpnia 2024 | 16:40                     | Runda 1        |
| 3 sierpnia 2024 | 18:45                     | Repasaże       |
| 4 sierpnia 2024 | 15:30                     | Eliminacje     |
| 5 sierpnia 2024 | 15:52                     | Ćwierćfinały   |
| 5 sierpnia 2024 | 16:28                     | Półfinały      |
| 5 sierpnia 2024 | 16:48                     | Finał          |

## Wyniki

### Wyścig na czas
| Poz. | Zawodnik            | Reprezentacja                      | Wynik | Wynik  | Uwagi   |
| Poz. | Zawodnik            | Reprezentacja                      | Czas  | Strata | Uwagi   |
| ---- | ------------------- | ---------------------------------- | ----- | ------ | ------- |
| 1.   | Joseph Clarke       | Wielka Brytania                    | 66,08 |        |         |
| 2.   | Pepe Gonçalves      | Brazylia                           | 66,41 | +0,33  |         |
| 3.   | Titouan Castryck    | Francja                            | 67,29 | +1,21  |         |
| 4.   | Boris Neveu         | Francja                            | 67,48 | +1,40  |         |
| 5.   | Giovanni De Gennaro | Włochy                             | 67,71 | +1,63  |         |
| 6.   | Finn Butcher        | Nowa Zelandia                      | 67,74 | +1,66  |         |
| 7.   | Felix Oschmautz     | Austria                            | 67,87 | +1,79  |         |
| 8.   | Noah Hegge          | Niemcy                             | 68,01 | +1,93  |         |
| 9.   | Mateusz Polaczyk    | Polska                             | 68,11 | +2,03  |         |
| 10.  | Manuel Ochoa        | Hiszpania                          | 68,66 | +2,58  |         |
| 11.  | Miquel Travé        | Hiszpania                          | 68,70 | +2,62  |         |
| 12.  | Salim Jemai         | Tunezja                            | 68,91 | +2,83  |         |
| 13.  | Quan Xin            | Chiny                              | 69,13 | +3,05  |         |
| 14.  | Noel Hendrick       | Irlandia                           | 69,31 | +3,23  |         |
| 15.  | Lukáš Rohan         | Czechy                             | 69,80 | +3,72  |         |
| 16.  | Isak Öhrström       | Szwecja                            | 70,29 | +4,21  |         |
| 17.  | Mathis Soudi        | Maroko                             | 70,53 | +4,45  |         |
| 18.  | Liam Jegou          | Irlandia                           | 70,81 | +4,73  |         |
| 19.  | Jakub Grigar        | Słowacja                           | 71,18 | +5,10  |         |
| 20.  | Timothy Anderson    | Australia                          | 71,41 | +5,33  |         |
| 21.  | Jiří Prskavec       | Czechy                             | 71,71 | +5,63  |         |
| 22.  | Carter Tristan      | Australia                          | 72,94 | +6,86  |         |
| 23.  | Matej Beňuš         | Słowacja                           | 73,54 | +7,46  |         |
| 24.  | Alex Baldoni        | Kanada                             | 73,70 | +7,62  |         |
| 25.  | Benjamin Savšek     | Słowenia                           | 74,18 | +8,10  |         |
| 26.  | Adam Burgess        | Wielka Brytania                    | 74,66 | +8,58  |         |
| 27.  | Matija Marinić      | Chorwacja                          | 74,80 | +8,72  |         |
| 28.  | Martin Dougoud      | Szwajcaria                         | 74,89 | +8,81  |         |
| 29.  | Joris Otten         | Holandia                           | 75,95 | +9,87  |         |
| 30.  | Andy Barat          | Komory                             | 76,95 | +10,87 |         |
| 31.  | Yves Bourhis        | Senegal                            | 78,15 | +12,07 |         |
| 32.  | Amir Rezanejad      | Olimpijska reprezentacja uchodźców | 79,15 | +13,07 |         |
| 33.  | Casey Eichfeld      | Stany Zjednoczone                  | 81,13 | +15,05 |         |
| 34.  | Yuuki Tanaka        | Japonia                            | 81,35 | +15,27 |         |
| 35.  | Grzegorz Hedwig     | Polska                             | 81,42 | +15,34 |         |
| 36.  | Wu Shao-Hsuan       | Chińskie Tajpej                    | 82,73 | +16,65 |         |
| 37.  | Peter Kauzer        | Słowenia                           | 70,74 | +4,66  | FLT (8) |
| 38.  | Stefan Hengst       | Niemcy                             | 69,67 | +3,59  | FLT (6) |

### Runda 1
Awans do wyścigów eliminacyjnych
    Awans do repasażów
| Pozycja | Bib | Zawodnik       | Uwagi   |
| ------- | --- | -------------- | ------- |
| 1.      | 1   | Joe Clarke     |         |
| 2.      | 12  | Salim Jemai    |         |
| 3.      | 33  | Casey Eichfeld | FLT (2) |

| Pozycja | Bib | Zawodnik       | Uwagi   |
| ------- | --- | -------------- | ------- |
| 1.      | 13  | Quan Xin       |         |
| 2.      | 2   | Pepe Gonçalves | FLT (S) |
| 3.      | 32  | Amir Rezanejad | DNF     |

| Pozycja | Bib | Zawodnik         | Uwagi |
| ------- | --- | ---------------- | ----- |
| 1.      | 3   | Titouan Castryck |       |
| 2.      | 31  | Yves Bourhis     |       |
| 3.      | 14  | Noel Hendrick    |       |

| Pozycja | Bib | Zawodnik    | Uwagi |
| ------- | --- | ----------- | ----- |
| 1.      | 4   | Boris Neveu |       |
| 2.      | 15  | Lukáš Rohan |       |
| 3.      | 30  | Andy Barat  |       |

| Pozycja | Bib | Zawodnik            | Uwagi |
| ------- | --- | ------------------- | ----- |
| 1.      | 5   | Giovanni De Gennaro |       |
| 2.      | 16  | Isak Öhrström       |       |
| 3.      | 29  | Joris Otten         |       |

| Pozycja | Bib | Zawodnik       | Uwagi |
| ------- | --- | -------------- | ----- |
| 1.      | 6   | Finn Butcher   |       |
| 2.      | 28  | Martin Dougoud |       |
| 3.      | 17  | Mathis Soudi   |       |

| Pozycja | Bib | Zawodnik        | Uwagi      |
| ------- | --- | --------------- | ---------- |
| 1.      | 7   | Felix Oschmautz |            |
| 2.      | 38  | Stefan Hengst   |            |
| 3.      | 27  | Matija Marinić  | FLT (3)    |
| 4.      | 18  | Liam Jegou      | FLT (2, 8) |

| Pozycja | Bib | Zawodnik     | Uwagi |
| ------- | --- | ------------ | ----- |
| 1.      | 8   | Noah Hegge   |       |
| 2.      | 19  | Jakub Grigar |       |
| 3.      | 37  | Peter Kauzer |       |
| 4.      | 26  | Adam Burgess |       |

| Pozycja | Bib | Zawodnik         | Uwagi   |
| ------- | --- | ---------------- | ------- |
| 1.      | 20  | Timothy Anderson |         |
| 2.      | 9   | Mateusz Polaczyk |         |
| 3.      | 36  | Wu Shao-hsuan    |         |
| 4.      | 25  | Benjamin Savšek  | FLT (2) |

| Pozycja | Bib | Zawodnik        | Uwagi   |
| ------- | --- | --------------- | ------- |
| 1.      | 10  | Manuel Ochoa    |         |
| 2.      | 24  | Alex Baldoni    |         |
| 3.      | 21  | Jiří Prskavec   | FLT (8) |
| 4.      | 35  | Grzegorz Hedwig | FLT (3) |

| Pozycja | Bib | Zawodnik       | Uwagi   |
| ------- | --- | -------------- | ------- |
| 1.      | 11  | Miquel Travé   |         |
| 2.      | 34  | Yuuki Tanaka   |         |
| 3.      | 23  | Matej Beňuš    |         |
| 4.      | 22  | Tristan Carter | FLT (1) |

### Repasaże
Awans do wyścigów eliminacyjnych
    Eliminacja
| Pozycja | Bib | Zawodnik      | Uwagi   |
| ------- | --- | ------------- | ------- |
| 1.      | 14  | Noel Hendrick |         |
| 2.      | 36  | Wu Shao-hsuan |         |
| 3.      | 23  | Matej Beňuš   | FLT (2) |

| Pozycja | Bib | Zawodnik        | Uwagi   |
| ------- | --- | --------------- | ------- |
| 1.      | 35  | Grzegorz Hedwig |         |
| 2.      | 25  | Benjamin Savšek |         |
| 3.      | 17  | Mathis Soudi    | FLT (S) |

| Pozycja | Bib | Zawodnik       | Uwagi |
| ------- | --- | -------------- | ----- |
| 1.      | 18  | Liam Jegou     |       |
| 2.      | 26  | Adam Burgess   |       |
| 3.      | 33  | Casey Eichfeld |       |

| Pozycja | Bib | Zawodnik       | Uwagi |
| ------- | --- | -------------- | ----- |
| 1.      | 21  | Jiří Prskavec  |       |
| 2.      | 27  | Matija Marinić |       |
| 3.      | 32  | Amir Rezanejad |       |

|         | \| Pozycja \| Bib \| Zawodnik \| Uwagi \| \| ------- \| --- \| -------------- \| ------- \| \| 1. \| 22 \| Tristan Carter \| \| \| 2. \| 37 \| Peter Kauzer \| \| \| 3. \| 29 \| Joris Otten \| \| \| 4. \| 30 \| Andy Barat \| FLT (8) \| |                |         |
| Pozycja | Bib | Zawodnik       | Uwagi   |
| 1.      | 22 | Tristan Carter |         |
| 2.      | 37 | Peter Kauzer   |         |
| 3.      | 29 | Joris Otten    |         |
| 4.      | 30 | Andy Barat     | FLT (8) |

### Wyścigi eliminacyjne
Awans do ćwierćfinałów
    Eliminacja
| Pozycja | Bib | Zawodnik      | Uwagi   |
| ------- | --- | ------------- | ------- |
| 1.      | 1   | Joseph Clarke |         |
| 2.      | 17  | Jakub Grigar  |         |
| 3.      | 32  | Peter Kauzer  |         |
| 4.      | 16  | Isak Öhrström | FLT (6) |

| Pozycja | Bib | Zawodnik      | Uwagi   |
| ------- | --- | ------------- | ------- |
| 1.      | 8   | Manuel Ochoa  |         |
| 2.      | 25  | Jiří Prskavec |         |
| 3.      | 24  | Liam Jegou    |         |
| 4.      | 9   | Miquel Travé  | FLT (8) |

| Pozycja | Bib | Zawodnik        | Uwagi   |
| ------- | --- | --------------- | ------- |
| 1.      | 5   | Finn Butcher    |         |
| 2.      | 28  | Benjamin Savšek |         |
| 3.      | 21  | Yuuki Tanaka    | FLT (8) |
| 4.      | 12  | Pepe Gonçalves  | FLT (2) |

| Pozycja | Bib | Zawodnik            | Uwagi |
| ------- | --- | ------------------- | ----- |
| 1.      | 4   | Giovanni De Gennaro |       |
| 2.      | 13  | Mateusz Polaczyk    |       |
| 3.      | 20  | Yves Bourhis        |       |
| 4.      | 29  | Adam Burgess        |       |

| Pozycja | Bib | Zawodnik       | Uwagi   |
| ------- | --- | -------------- | ------- |
| 1.      | 3   | Boris Neveu    |         |
| 2.      | 19  | Martin Dougoud |         |
| 3.      | 14  | Salim Jemai    |         |
| 4.      | 30  | Matija Marinić | FLT (R) |

| Pozycja | Bib | Zawodnik         | Uwagi |
| ------- | --- | ---------------- | ----- |
| 1.      | 11  | Timothy Anderson |       |
| 2.      | 27  | Grzegorz Hedwig  |       |
| 3.      | 6   | Felix Oschmautz  |       |
| 4.      | 22  | Stefan Hengst    |       |

| Pozycja | Bib | Zawodnik       | Uwagi   |
| ------- | --- | -------------- | ------- |
| 1.      | 7   | Noah Hegge     |         |
| 2.      | 26  | Tristan Carter |         |
| 3.      | 23  | Noel Hendrick  |         |
| 4.      | 10  | Quan Xin       | FLT (8) |

| Pozycja | Bib | Zawodnik         | Uwagi |
| ------- | --- | ---------------- | ----- |
| 1.      | 2   | Titouan Castryck |       |
| 2.      | 15  | Lukáš Rohan      |       |
| 3.      | 31  | Wu Shao-hsuan    |       |
| 4.      | 18  | Alex Baldoni     |       |

### Ćwierćfinały
Awans do półfinałów 
    Eliminacja
| Pozycja | Bib | Zawodnik      | Uwagi   |
| ------- | --- | ------------- | ------- |
| 1.      | 1   | Joseph Clarke |         |
| 2.      | 17  | Jakub Grigar  |         |
| 3.      | 25  | Jiří Prskavec |         |
| 4.      | 8   | Manuel Ochoa  | FLT (8) |

| Pozycja | Bib | Zawodnik            | Uwagi |
| ------- | --- | ------------------- | ----- |
| 1.      | 5   | Finn Butcher        |       |
| 2.      | 13  | Mateusz Polaczyk    |       |
| 3.      | 28  | Benjamin Savšek     |       |
| 4.      | 4   | Giovanni De Gennaro |       |

| Pozycja | Bib | Zawodnik         | Uwagi |
| ------- | --- | ---------------- | ----- |
| 1.      | 3   | Boris Neveu      |       |
| 2.      | 19  | Martin Dougoud   |       |
| 3.      | 11  | Timothy Anderson |       |
| 4.      | 27  | Grzegorz Hedwig  |       |

| Pozycja | Bib | Zawodnik         | Uwagi         |
| ------- | --- | ---------------- | ------------- |
| 1.      | 7   | Noah Hegge       |               |
| 2.      | 15  | Lukáš Rohan      |               |
| 3.      | 2   | Titouan Castryck | FLT (3)       |
| 4.      | 26  | Tristan Carter   | FLT (R, 6, 8) |

### Półfinały
Awans do finałów 
    Eliminacja
| Pozycja | Bib | Zawodnik         | Uwagi |
| ------- | --- | ---------------- | ----- |
| 1.      | 1   | Joseph Clarke    |       |
| 2.      | 5   | Finn Butcher     |       |
| 3.      | 17  | Jakub Grigar     |       |
| 4.      | 13  | Mateusz Polaczyk |       |

| Pozycja | Bib | Zawodnik       | Uwagi   |
| ------- | --- | -------------- | ------- |
| 1.      | 7   | Noah Hegge     |         |
| 2.      | 15  | Lukáš Rohan    |         |
| 3.      | 3   | Boris Neveu    |         |
| 4.      | 19  | Martin Dougoud | FLT (6) |

### Finały
| Pozycja | Bib | Zawodnik      | Uwagi |
| ------- | --- | ------------- | ----- |
| złoto   | 5   | Finn Butcher  |       |
| srebro  | 1   | Joseph Clarke |       |
| brąz    | 7   | Noah Hegge    |       |
| 4.      | 15  | Lukáš Rohan   |       |

| Pozycja | Bib | Zawodnik         | Uwagi   |
| ------- | --- | ---------------- | ------- |
| 1.      | 19  | Martin Dougoud   |         |
| 2.      | 17  | Jakub Grigar     |         |
| 3.      | 3   | Boris Neveu      |         |
| 4.      | 13  | Mateusz Polaczyk | FLT (1) |